# Volt Espanya
Volt Espanya (nom curt: Volt, castellà: Volt España) és un partit polític espanyol paneuropeista. Forma part del partit i moviment paneuropeu Volt Europa, que advoca per una cooperació europea i transfronterera més estreta i es caracteritza pel seu caràcter supranacional. Com a part de Volt, compta amb un diputat al Parlament Europeu, Damian Boeselager, que hi representa el partit.

## Història
Volt Espanya es va registrar oficialment com a partit el 25 de gener de 2019, com a tercera secció nacional, i es va presentar per primera vegada a les eleccions al Parlament Europeu de 2019. Va obtenir 32.291 vots (0,14%) i, per tant, no va guanyar cap mandat. El maig de 2021, el partit es va presentar a les eleccions municipals de Madrid per primera vegada des de les eleccions europees, però no va guanyar cap mandat. Durant les eleccions municipals, representants del populista de dretes Vox van advertir que no es confongués Volt amb el seu propi partit, ja que la col·locació de les paperetes una al costat de l'altra pretenia, segons ells, generar confusió. De fet, l'ordre de les paperetes es basava en l'ordre de les candidatures presentades.
El setembre de 2021, el partit va donar suport al referèndum per a la legalització de l'eutanàsia a Itàlia i va recollir signatures per a la iniciativa a Espanya. També va participar en unes eleccions locals per primera vegada el maig de 2023.
La mitjana d'edat de Volt a Espanya és de 35 anys. El partit té previst presentar-se a les eleccions europees del 2024 amb la màxima candidata Clara Panella Gómez.

## Polítiques
En el seu programa, el partit defensa fermament el federalisme europeu amb l'objectiu d'un estat europeu federal. Volt veu una estreta cooperació europea com una necessitat central per afrontar amb èxit reptes com la digitalització, la lluita contra el canvi climàtic i la desigualtat social. Altres demandes del partit són més transparència en la política i una millora de l'administració pública, que s'ha de digitalitzar i construir sobre programari de codi obert. El gènere, la religió o l'origen no han d'influir en l'estatus social.

### Poder judicial
El partit demana una reforma del poder judicial. Per evitar la politització i l'impàs, s'hauria de crear una comissió especialitzada de col·legis de jutges, universitats i col·legis d'advocats per triar els membres del Consell General del Poder Judicial. A més, el fiscal general hauria de ser nomenat pel parlament, no per l'⁣executiu, per garantir que els interessos públics siguin primordials.

### Política social
Per donar suport als estudiants, la gent gran i les famílies amb ingressos baixos, Volt proposa promoure l'habitatge protegit, seguint el model d'Àustria, i aturar la privatització dels recursos públics en el sector de l'habitatge.

### Agricultura, medi ambient i protecció dels animals
Sobre el benestar i la dignitat dels animals el partit creu que han d'estar consagrats a la constitució i els drets dels animals haurien d'estar recollits en el dret civil. També que s'ha de prohibir la tauromàquia a Espanya i, de pas, eliminar les exempcions fiscals i les subvencions financeres estatals cap aquesta. El partit també defensa les restriccions de caça i el disseny d'una agricultura més sostenible amb una política alimentària europea comuna per evitar el malbaratament d'aliments i el dany ambiental.
Que les àrees marines protegides s'han d'ampliar per protegir la flora i la fauna del transport intensiu. I que s'ha de promoure la conservació de la natura per contrarestar l'avanç de la desertificació i la crisi climàtica i per preservar la biodiversitat d'Espanya.

### Reforma de la UE
Volt proposa que el president de la UE sigui elegit directament en el futur. La Unió Europea hauria d'evolucionar i ser governada per un govern europeu encapçalat per un primer ministre elegit pel Parlament Europeu. Amb aquesta finalitat, la UE hauria de ser primer més transparent i formar una unió econòmica i monetària completa. I la migració s'hauria d'organitzar mitjançant quotes d'admissió vinculants.

### Catalunya
El partit s'ha pronunciat en contra de l'independentisme català i no veu actualment restriccions i vulneracions dels drets civils a Catalunya que justifiquin una declaració unilateral d'independència. En canvi, el partit demana més diàleg per posar fi a l'estancament polític.

## Eleccions

### Eleccions europees 2019
| Curs | Elecció           | Líder                 | Vots   | %      | Seients |
| ---- | ----------------- | --------------------- | ------ | ------ | ------- |
| 2019 | Parlament Europeu | Bruno Sánchez-Andrade | 32.291 | 0,14 % | 0 / 55  |

### Eleccions parlamentàries a Andalusia 2022
Volt es va presentar a les eleccions parlamentàries a Andalusia amb un manifest de 40 pàgines, però només va presentar candidats a Màlaga i, per tant, només en una de les vuit províncies. El partit va rebre 904 vots (0,14% a Màlaga, 0,02% a tota Andalusia).